# 克羅姆 (加利福尼亞州)
克羅姆（英語：Chrome）是位於美國加利福尼亞州格伦縣的一個非建制地區。該地的面積和人口皆未知。
克羅姆因当地开采的铬而得名。20世纪40年代，当地主要铬矿枯竭，铬厂也随之关闭。

## 地理
克羅姆的座標為39°43′45″N 122°32′58″W / 39.72917°N 122.54944°W，而該地的平均海拔高度為285米（即935英尺）。